# 國王敘事詩
《國王敘事詩》（英語：Idylls of the King）或譯《國王之歌》是英國詩人丁尼生在1859年至1885年間寫出的12篇敘事詩合集，講述亞瑟王和他的愛人及騎士的故事，從亞瑟王掌權開始描繪了他治下的王國興衰。這12篇作品之間的聯係并不緊密，分別描繪了蘭斯洛特等不同的人物。
這套作品為无韵诗，其中的自然景色描寫來自於他自己生活所見。它們并不是一部史詩，而是用忒奥克里托斯式田園詩體寫成的挽歌。實際上《國王的敘事詩》還是一套藉古諷今的作品，借描繪亞瑟王生平來諷喻當時維多利亞時代的社會衝突。

## 外部連結

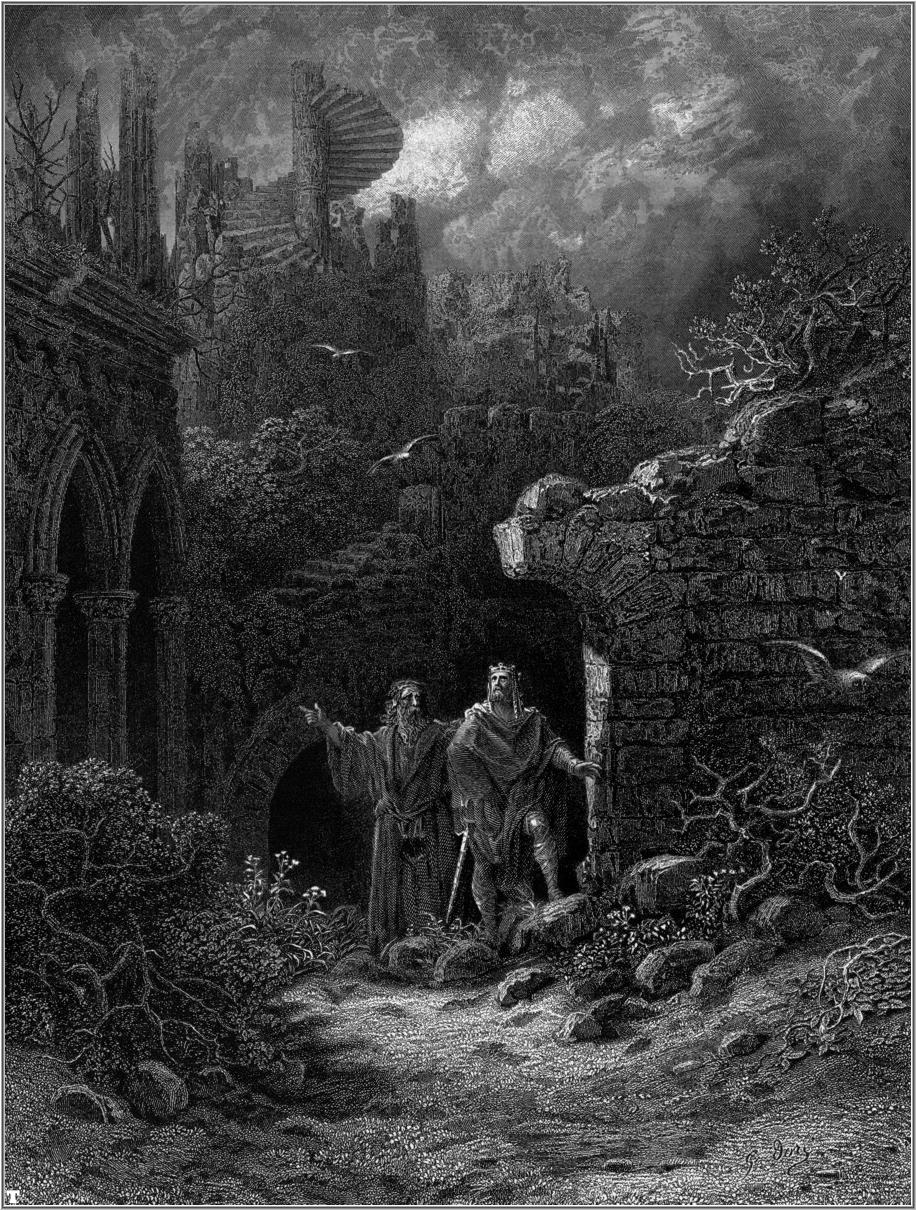
古斯塔夫·多雷爲其繪製的插畫

- Idylls of the King by Alfred, Lord Tennyson - 古腾堡计划
- Tennyson's Idylls of the King : Literary Relations, Sources, Influence, Analogues, Comparisons（页面存档备份，存于） from Victorian Web
- LibriVox中的公有领域有声书《Idylls of the King》